# 모이자! 분노하자! 내려와라 박근혜 2차 범국민행동
모이자! 분노하자! #내려와라_박근혜 2차 범국민행동(약칭 2차 촛불집회)는 2016년 11월 5일에 열린 두번째 박근혜 대통령 퇴진 촛불집회이다. 총 20차례에 걸친 촛불집회 중 처음으로 광화문 광장을 무대로 진행되었으며, 주최 측 추산 300,000명, 경찰 추산 48,000명의 시민이 참여하였다. 또 박근혜정권 퇴진 비상국민행동 결성된 이래 주최한 첫번째 집회이기도 하다. 